# Lysá pod Makytou
Lysá pod Makytou és un poble i municipi d'Eslovàquia que es troba a la regió de Trenčín. La primera menció escrita de la vila es remunta al 1471.

## Demografia
| Godina             | 1994 | 2004   | 2014   | 2024   |
| ------------------ | ---- | ------ | ------ | ------ |
| Nombre de persones | 2173 | 2155   | 2127   | 1964   |
| Diferència         |      | −0,82% | −1,29% | −7,66% |

| Godina             | 2023 | 2024   |
| ------------------ | ---- | ------ |
| Nombre de persones | 2001 | 1964   |
| Diferència         |      | −1,84% |